# Copa Rio Grande do Sul Sub-20
La Copa Rio Grande do Sul Sub-20, (en español: Copa Río Grande del Sur Sub-20) es una competición de fútbol para jugadores menores de 20 años organizada por la FGF.

## Palmarés
| Año                           | Campeón         | Final Resultado | Subcampeón           |
| ----------------------------- | --------------- | --------------- | -------------------- |
| Campeonato Brasileño Sub-20   |                 |                 |                      |
| 2006                          | Internacional   | 4:0             | Grêmio               |
| 2007                          | Cruzeiro        | 1:0             | Internacional        |
| 2008                          | Grêmio          | 2:1             | Sport Recife         |
| 2009                          | Grêmio          | 1:0             | Atlético Mineiro     |
| 2010                          | Cruzeiro        | 0:0 (pen. 4-2)  | Palmeiras            |
| 2011                          | América Mineiro | 2:1             | Fluminense           |
| 2012                          | Cruzeiro        | 2:1             | Internacional        |
| 2013                          | Internacional   | 2:0             | Palmeiras            |
| 2014                          | Corinthians     | 1:0             | Athletico Paranaense |
| Copa Rio Grande do Sul Sub-20 |                 |                 |                      |
| 2015                          | São Paulo       | 3:1             | Atlético Mineiro     |
| 2016                          | São Paulo       | 2:2 (pen. 5-3)  | Botafogo             |
| 2017                          | São Paulo       | 4:3             | Palmeiras            |
| 2018                          | Palmeiras       | 1:1 (pen. 4-3)  | São Paulo            |
| 2019                          | Grêmio          | 1:0             | Vasco da Gama        |

## Títulos por equipo
| Equipo              | Títulos | Subtítulos | Años campeón     | Años subcampeón  |
| ------------------- | ------- | ---------- | ---------------- | ---------------- |
| São Paulo           | 3       | 1          | 2015, 2016, 2017 | 2018             |
| Grêmio              | 3       | 1          | 2008, 2009, 2019 | 2006             |
| Cruzeiro            | 3       | 0          | 2007, 2010, 2012 | ----             |
| Internacional       | 2       | 2          | 2006, 2013       | 2007, 2012       |
| Palmeiras           | 1       | 3          | 2018             | 2010, 2013, 2017 |
| América Mineiro     | 1       | 0          | 2011             | ----             |
| Corinthians         | 1       | 0          | 2014             | ----             |
| Atlético Mineiro    | 0       | 2          | ----             | 2009, 2015       |
| Fluminense          | 0       | 1          | ----             | 2011             |
| Botafogo            | 0       | 1          | ----             | 2016             |
| Sport Recife        | 0       | 1          | ----             | 2008             |
| Atlético Paranaense | 0       | 1          | ----             | 2014             |
| Vasco da Gama       | 0       | 1          | ----             | 2019             |

### Títulos por estado
| Estado             | Títulos | Subtítulos |
| ------------------ | ------- | ---------- |
| São Paulo          | 5       | 4          |
| Río Grande del Sur | 5       | 3          |
| Minas Gerais       | 4       | 2          |
| Río de Janeiro     | 0       | 3          |
| Paraná             | 0       | 1          |
| Pernambuco         | 0       | 1          |